# Cochliopina milleri
Cochliopina milleri é uma espécie de gastrópode da família Hydrobiidae.
É endémica do México.